# Suzana Gâdea
Susănica Gâdea dite Suzana Gâdea, née le 29 septembre 1919 à Constanța et morte le 25 août 1996 à Bucarest, est une femme politique roumaine, membre du Parti communiste roumain (PCR).
Elle est ministre de l'Éducation et de l'Enseignement de 1976 à 1979, puis présidente du Conseil de la Culture et de l'Éducation socialiste de 1979 à 1989.